# Skytturnar (banda sonora)
Skytturnar banda sonora de la película islandesa del mismo nombre dirigida por Friðrik Þór Friðriksson en noviembre de 1987 y contó con participación del grupo The Sugarcubes. El álbum, aparecido a través de la discográfica Gramm, solo fue producido en formato vinilo de 12 pulgadas y su lanzamiento estuvo limitado a Islandia.

Las 14 canciones que forman parte de este lanzamiento son todas instrumentales.

## Lista de canciones
1. Synist
2. The Dragon
3. Car Rock
4. Into The City
5. Batman Theme
6. Sweet Jane
7. 99th Floor
8. Doubt
9. Atmosphere Pt. 1
10. Atmosphere Pt. 2
11. Tension Pt. 1
12. Tension Pt. 2
13. Tension Pt. 3
14. Sorrow